# Isachne hainanensis
Isachne hainanensis är en gräsart som beskrevs av Keng f. Isachne hainanensis ingår i släktet Isachne och familjen gräs. Inga underarter finns listade i Catalogue of Life.